# Hàn Quảng
Hàn Quảng (韓廣; ? – 206 TCN) là vua chư hầu thời Hán Sở trong lịch sử Trung Quốc. Ông tham gia chống sự cai trị của nhà Tần và chiến tranh chư hầu thời Hán Sở.

## Yên vương
Theo Sử ký, thời nhà Tần, Hàn Quảng làm chức tốt sử ở Thượng Cốc.
Năm 209 TCN, Trần Thắng và Ngô Quảng khởi nghĩa chống nhà Tần. Trần Thắng đánh đến đất Trần tự xưng là Trương Sở vương, sai các tướng đi đánh dẹp các nơi. Lúc đó Hàn Quảng gia nhập lực lượng chống Tần của Trần Thắng. Ông được cử theo Vũ Thần cùng Trương Nhĩ và Trần Dư đi đánh đất Triệu.
Vũ Thần nhờ Khoái Triệt thuyết phục được các thành ở Triệu đầu hàng, nên thu phục vài chục thành. Đến Hàm Đan, Vũ Thần tự lập làm Triệu vương. Trần Thắng toan giết gia quyến Vũ Thần nhưng nghe lời khuyên của Trụ quốc Sái Tứ nên kết liên minh với Triệu để cùng chống Tần, do đó sai người đưa gia đình của Vũ Thần sang Triệu và sai sứ giả đến chúc mừng Triệu vương.
Vũ Thần lại theo kế của Trương Nhĩ, Trần Dư, không hưởng ứng việc đánh Tần mà đi chinh phục nước Yên để mở rộng thế lực cho Triệu. Triệu Vương cho là phải bèn không đem binh sĩ về hướng tây, mà sai Hàn Quảng cướp lấy đất Yên.
Hàn Quảng đến đất Yên, nhanh chóng thu phục được các thành trì. Sử sách không nói rõ quá trình thu phục đất Yên ra sao nhưng tựu trung việc Hàn Quảng làm chủ nước Yên khá dễ dàng.
Các quan lại và quý tộc cũ cùng hào kiệt ở Yên nói với Hàn Quảng:
Nước Sở đã lập vương, nước Triệu cũng lại lập vương, nước Yên tuy nhỏ cũng là nước có vạn cỗ xe, xin tướng quân tự lập làm Yên vương.
Hàn Quảng nói:
Mẹ Quảng ở Triệu, làm thế không được.
Mọi người nói:
Nước Triệu hiện nay phía tây đang lo về nước Tần, phía nam lo về nước Sở, sức của nó không thể cấm ta được; vả chăng mạnh như nước Sở mà còn không dám hại gia đình vua tôi Triệu vương, nước Triệu làm gì dám hại đến gia quyến tướng quân!
Hàn Quảng nghe theo, bèn tự lập làm Yên Vương và sai người báo tin với Vũ Thần. Vũ Thần nổi giận, bèn cùng Trương Nhĩ, Trần Dư đi về phía bắc cướp đất ở biên giới nước Yên. Triệu Vương bất ngờ đi ra trận, sa vào phục binh của quân Yên, bị quân Yên bắt được. Sau khi điều đình với tướng nước Yên, Vũ Thần được thả, phải chấp nhận đưa mẹ và gia quyến của Yên vương Quảng về nước Yên.

## Mất ngôi
Tướng Tần là Chương Hàm cầm đại quân vây bức nước Triệu. Nước Triệu cầu cứu các chư hầu. Hàn Quảng làm theo phụ chính nước Tề là Điền Vinh, không hưởng ứng với nước Sở việc đánh Tần cứu Triệu. Viên tướng dưới quyền ông là Tạng Đồ tự mình mang quân đi hội với chư hầu, tách khỏi lực lượng của Yên vương Quảng.
Hạng Vũ đánh tan Chương Hàm ở trận Cự Lộc khiến Hàm phải đầu hàng và các chư hầu khác quy phục. Hạng Vũ cầm đầu chư hầu đi diệt Tần, tiến vào Quan Trung, Tạng Đồ đi theo.
Hạng Vũ làm Tây Sở Bá vương, đứng đầu các chư hầu, phân phong chia đất.
- Đổi Yên vương Hàn Quảng làm Liêu Đông vương.
- Tướng nước Yên là Tạng Đồ đã theo Sở cứu Triệu, sau đó lại theo Hạng Vũ vào Quan Trung cho nên được lập làm Yên vương, đóng đô ở đất Kế.

Tháng 4 năm 206 TCN, Tạng Đồ thụ phong trở về nước Yên, muốn đuổi Hàn Quảng đi Liêu Đông theo mệnh lệnh của Hạng Vũ nhưng Hàn Quảng không nghe, mang quân chống lại. Tạng Đồ mang quân đánh Hàn Quảng. Hàn Quảng không chống nổi, bỏ chạy về đất Vô Chung. Tạng Đồ mang quân đuổi theo. Hàn Quảng lại bị Tạng Đồ đánh bại ở Vô Chung và bị giết vào tháng 8 năm này. Yên vương Tạng Đồ chiếm luôn đất Liêu Đông của ông, sáp nhập vào nước Yên.
Hàn Quảng làm Yên vương tất cả ba năm, không rõ bao nhiêu tuổi.